# Барнаул
Барнау́л (МФА: [bərnɐˈuɫ] произношениео файле) — город в России, административный центр Алтайского края (с 1937 года) и одноимённого городского округа. Население города 621 598 (2025) человек, четвёртый по численности населения город Сибири, двадцать первый по численности населения город России.
Расположен на юге Западной Сибири в месте впадения реки Барнаулки в Обь. Возник в 1730-х годах и развивался как посёлок при сереброплавильном заводе Акинфия Демидова. Крупный транспортный узел, промышленный, культурный, медицинский и образовательный центр Сибири. Имеет статус «Город трудовой доблести».

## Этимология
Существует несколько гипотез о происхождении названия города. Писатель и краевед Марк Юдалевич собрал разрозненные предположения и размышления разных исследователей. Общим в их работах является то, что название «Барнаул» имеет тюркские, монгольские либо кетские корни, но перевод названия города имеет различные варианты:
- Долгое время была распространена версия, что слово «барнаул» переводилось с казахского языка как «хорошее стойбище»[9] или «аул Барна», если считать, что Барн — имя одного из кочевников Сибирского ханства. Но, по мнению историков, это не более чем народная этимология, поскольку у казахов нет таких имён, как Барн, а для обозначения хорошего пастбища есть термин «джайляу»[10].

- Другая версия заключается в привязке к названию реки Барнаулки, В некоторых документах первой половины XVIII века река значится под названием Баранаул[11]. В 1745 году на карте Пимена Старцова, участника экспедиции краеведа Петра Шелегина[12] она обозначена как «река Барнаул». На чертежах конца XVIII века также была названа Бороноул или Бороноур. Томский профессор А. П. Дульзон предположил, что название города состоит из двух кетских слов: боруан — «волки» и уль, ул — «река», «вода». Таким образом, Барнаул — «волчья река»[10][13]. Этот вариант подкрепляется тем, что в ленточном бору, по которому протекает Барнаулка, ранее водились волки, а в районе истоков реки расположено множество озёр. К тому же, волк считался священным животным среди жителей Алтая. Со временем, приспособившись к русскому говору, слово дало название городу[14].

- Барнаульский историк и археолог А. Уманский развил версию о реке и попытался перевести, предполагая, что название имеет телеутские корни. По его мнению, «боронаул»/«бороноул» произошло в результате языковых метаморфоз от телеутского слова «поронгыул», где «по-ронгы» — «мутная вода», «ул» — река. Таким образом, Барнаулка переводится как «мутная река». Она действительно изобилует органическими и минеральными веществами, в том числе песком[15].

## История
Официально годом основания Барнаула считается 1730 год, когда горнозаводчик Акинфий Демидов перевёл на Алтай 200 приписных крестьян для закладки заводов, однако документально подтверждённым является 1739 год, когда он начал строительство меде-сереброплавильного завода, что послужило импульсом для развития посада. В небольшую деревню Усть-Барнаульскую устремились переселенцы и служилые люди из Центральной России и с Урала.
16 (27) февраля 1748 года канцелярия Колывано-Воскресенского горного округа с согласия Кабинета её императорского величества была перенесена из Колывани на Барнаульский завод. В 1766 году русский изобретатель Иван Ползунов на берегу реки Барнаулки построил первую в России паровую машину, а в 1771 году Барнаулу присвоен статус горного города (по другим данным в 1828 году). Благодаря этому, несмотря на отдалённость от столицы, город рос, и к 1835 году в нём проживало уже более 9 тысяч человек. В 1764 году была открыта техническая библиотека, в 1776 году — Барнаульский театральный дом, а в 1827 году — первая типография. П. К. Фролов организовал краеведческий музей, первый в Сибири.
В Барнауле в 1785 году расширяется территория сереброплавильного завода. Составлен первый генплан города, утвердивший и уточнивший сложившуюся сетку прямоугольных кварталов. Центром поселения выступал завод и система площадей вокруг него. Богородский переулок расширялся до 47 метров, что предопределило его превращение в главную улицу Барнаула. В этом же году было открыто Барнаульское горное училище, первое в Сибири, выпускавшее специалистов в области горного дела.
Отмена крепостного права и истощение природных ресурсов привели к закрытию в 1893 году сереброплавильного завода. Город стал крупным купеческим центром, появились другие производства: кожевенное, свечное, кирпичное, пивоваренное, содовое, шубное, лесопильное и другие. С 1877 года избирались городская дума и городская управа. Гласные также выбирали городского голову, который одновременно возглавлял думу.
2 (15) мая 1917 произошёл сильный пожар. Выгорело 40 кварталов, пострадала городская архитектура, в пожаре погибли многие здания, особенно деревянные постройки. Восстановлению города помешала Гражданская война.
7 (20) декабря 1917 года была установлена советская власть, которая была свергнута белогвардейцами 15 июня 1918 года. Окончательно Барнаул был взят партизанской армией Ефима Мамонтова 9—11 декабря 1919 года. Белогвардейцы оставили город и пошли в Ново-Николаевск.
В 20—40-е годы XX века развитие Барнаула определялось процессами индустриализации и коллективизации. В город переселялись жители деревень и малых посёлков, а сам он становится центром агропромышленного региона. В 1932 году был заложен крупнейший в Западной Сибири меланжевый комбинат.
В связи с образованием в 1937 году Алтайского края был присвоен статус краевого административного центра.
Во время Великой Отечественной войны в нём на постоянной основе разместилось около ста промышленных предприятий из Москвы, Ленинграда, Одессы, Харькова, других городов, оккупированных немецкими войсками. Они стали основой промышленности алтайского центра. Около половины патронов, использованных Красной Армией во время войны, было произведено в Барнауле на станкостроительном заводе.
В 1949 году в городе появились трамваи, а в 1973 году в Барнауле запустили троллейбусное сообщение. Послевоенные и позднесоветские годы ознаменовались промышленным бумом и поточной застройкой города. В 1951 году под руководством архитектора Ф. К. Додицы на основе генплана города был разработан детальный проект планировки Ленинского проспекта. Позднее магистраль соединила историческую часть города с новыми жилыми и промышленными районами на севере Барнаула. В городе были построены заводы химического волокна, шинный, асбестотехнических изделий, ряд других. Большинство фабрик и заводов перешли на выпуск гражданской продукции.
В 1980 году впервые масштабно праздновался День города — 250-летие Барнаула. За точку отсчёта был взят 1730 года как дата основания. Тогда же указом Президиума Верховного Совета СССР город награждён орденом Октябрьской Революции.
После распада СССР, с 1990-х и до 2020-х годов частично изменилась специфика промышленного производства в Барнауле, активнее развивалась сфера услуг и торговли. Вместо поточной застройки стала применять квартальная и точечная. Развитие города продолжилось преимущественно в западном направлении вдоль Павловского тракта.
В декабре 2003 года пгт (рабочие посёлки) Затон и Новосиликатный были упразднены как населённые пункты и включены в городскую черту Барнаула. То же самое в декабре в 2003 году произошло и с другими двумя пгт (рабочими посёлками) Южный и Научный Городок, но затем в июле 2005 года они были восстановлены как отдельные населённые пункты в категориях пгт и посёлка (сельского типа) соответственно.

## Физико-географическая характеристика

### Географическое положение
Расположен в лесостепной зоне Западно-Сибирской равнины, на северо-востоке Приобского плато, в верхнем течении реки Оби, преимущественно на её левом берегу, в месте впадения реки Барнаулки в Обь. С севера и востока Барнаул огибает русло Оби, на юго-западе — ленточный бор. Расстояние до Москвы 3419 км. Ближайший крупный город Новосибирск (239 км).
Географические координаты: 53°20,84′ с. ш. 83°46,74′ в. д. (координаты так называемого нулевого километра, от которого отсчитываются расстояния в Алтайском крае). Барнаул расположен на той же широте, что и Гамбург, Дублин, Кокшетау, Ливерпуль, Минск, Петропавловск-Камчатский, Самара, Магнитогорск и Эдмонтон.

### Часовой пояс
Барнаул находится в часовой зоне МСК+4. Смещение применяемого времени относительно UTC составляет +7:00.
В соответствии с применяемым временем и географической долготой средний солнечный полдень наступает в 13:25.

### Рельеф
Рельеф территории Барнаула определяют Приобское плато, на котором расположен город, и долины рек Оби и Барнаулки. Абсолютные отметки высот от 132—135 м близ устья реки Барнаулки до 230—250 м в северной части города; общий наклон поверхности с северо-запада на юго-восток к долине Барнаулки. В южной части Барнаула находится так называемая Нагорная часть города — водораздел между долинами Оби и Барнаулки. Рельеф осложнён эрозионными структурами средних и мелких форм: долиной реки Пивоварки (12 км), мелкими понижениями, оврагами. Склоны в долине Оби довольно крутые (25—60 градусов), местами обрывисты, высотой 50—110 м, неустойчивы и подвержены суффозионным процессам, плоскостному смыву и оврагообразованию
.
Террасированная долина Барнаулки — типичная аккумулятивная форма рельефа, прослеживается в центре города от ул. Молодёжной до ул. Льва Толстого. Сама пойма неширокая (50—200 м), приурочена к ложбине древнего стока, а в северо-западном направлении простираются три надпойменные террасы с высотами от 137 до 185 м над уровнем моря. Площадь занимаемой территории 939,5 га из них городскими кварталами застроено около 1/3
- Пойма Оби близ Научного Городка
- Вид на Нагорный парк и речной вокзал (снесённый в 2022 г.). Вид с крыши БЦ «Парус»

### Климат
Континентальный климат определяется своеобразным географическим положением на юге Западной Сибири. Открытость воздействию одновременно со стороны Атлантики, Алтайских гор, Северного Ледовитого океана и степных районов Средней Азии создаёт возможность поступления различных по свойствам воздушных масс, что способствует значительной контрастности погодных условий. Для Барнаула характерна морозная, умеренно-суровая и снежная зима, но тёплое, комфортное и умеренно влажное лето.
Самый холодный месяц года — январь (средняя температура −16,2 °C), самый тёплый — июль (+19,9 °C).
Относительная влажность в холодный период года варьируется в пределах 73—76 %, а в тёплый период составляет около 62 %. Среднегодовое количество осадков составляет 433 мм, во время тёплого сезона (апрель — октябрь) выпадает 65 % от общего их числа. Среднее количество дней с выпадением осадков составляет 220, из них 129 приходится на тёплый сезон.
Количество пасмурных, ясных и дней с переменной облачностью в году: 125, 42 и 198 соответственно. Суммарная продолжительность солнечного сияния за год: 2180 часов.
В розе ветров Барнаула наблюдается преобладание юго-западных, западных и южных ветров.
| Показатель                                                         | Янв.  | Фев.  | Март  | Апр.  | Май  | Июнь | Июль | Авг. | Сен. | Окт. | Нояб. | Дек.  | Год   |
| ------------------------------------------------------------------ | ----- | ----- | ----- | ----- | ---- | ---- | ---- | ---- | ---- | ---- | ----- | ----- | ----- |
| Абсолютный максимум, °C                                            | 5,3   | 7,4   | 16,4  | 32,3  | 37,4 | 38,5 | 37,9 | 38,3 | 34,4 | 27,4 | 16,6  | 7,2   | 38,5  |
| Средний суточный максимум, °C                                      | −11,4 | −7,8  | 0,2   | 11,5  | 20,2 | 24,8 | 26,3 | 24,5 | 17,6 | 9,6  | −2,2  | −8,8  | 8,7   |
| Средняя температура, °C                                            | −16,2 | −13,6 | −5,7  | 5,0   | 12,9 | 18,2 | 19,9 | 17,6 | 11,0 | 4,0  | −6,2  | −13,1 | 2,8   |
| Средний суточный минимум, °C                                       | −20,7 | −18,7 | −10,9 | −0,3  | 6,4  | 12,0 | 14,2 | 11,8 | 5,6  | −0,2 | −9,9  | −17,6 | −2,4  |
| Абсолютный минимум, °C                                             | −48,2 | −46,1 | −38,9 | −27,6 | −8,8 | −1,2 | 2,9  | 0,0  | −7,8 | −27  | −42,8 | −43,9 | −48,2 |
| Норма осадков, мм                                                  | 23    | 18    | 19    | 28    | 41   | 54   | 72   | 45   | 36   | 35   | 40    | 32    | 443   |
| Средняя влажность, %                                               | 78    | 76    | 74    | 63    | 55   | 64   | 70   | 70   | 69   | 73   | 79    | 79    | 71    |
| Средняя скорость ветра, м/с                                        | 2,3   | 2,4   | 2,5   | 3,0   | 2,7  | 2,0  | 1,6  | 1,7  | 2,2  | 2,7  | 2,8   | 2,8   | 2,4   |
| Источник: Климатические данные Барнаула на сайте «Погода и климат» |       |       |       |       |      |      |      |      |      |      |       |       |       |

### Растительность
Растительность Барнаула и его окрестностей относится к подзоне южной лесостепи. Коренная растительность представлена степными, лесными и пойменно-луговыми типами, здесь распространены злаки и разнотравье: мятлик узколистный, кострец безостый, лапчатка серебристая, люцерна серповидная.
Леса занимают днища и склоны балок: берёзовые колки с примесью осины и подлеском из шиповника, караганы. На поверхности ложбины древнего стока произрастает Барнаульский ленточный бор, в котором насчитывается до 30 видов древесных пород. Берега рек обильно поросли черёмухой, ивой, тополем, жимолостью.
Среди городской застройки растительность представлена искусственными насаждениями: парками (Юбилейный, Центральный, Солнечный ветер, Изумрудный, Лесная сказка, Нагорный, дендрарий), скверами, бульварами, которые располагаются у общественных зданий, по осям главных улиц. Основные древесные породы: тополь чёрный, клён ясенелистный, рябина, берёза бородавчатая, ель сибирская, яблоня. Всего в городе и его округе произрастает 880 видов сосудистых растений, которые относятся к 95 семействам и 413 родам, из них 30 видов занесены в Красную книгу Алтайского края.

### Экологическое состояние
Барнаул, как крупный промышленный центр, характеризуется большой концентрацией антропогенных объектов на ограниченной территории, оказывающих негативное воздействие на компоненты природной среды. Большая часть природных комплексов города относится к территориям с напряжённым экологическим состоянием, частично за исключением пойменной части Оби и Барнаулки. Основное загрязнение, источниками которого являются предприятия промышленности и печное отопление частного сектора, приходится на атмосферу. Выбросы вредных веществ от стационарных источников составляют до 80 тыс. тонн ежегодно. Существенное влияние на атмосферу оказывает автотранспорт. Крайне неблагоприятная обстановка сложилась в северной части города (Ленинский и Октябрьский районы), концентрация крупных промышленных предприятий приводит к превышению ПДК выбросов кадмия в 10 раз. В южной части города (Центральный район) около устья Пивоварки рядом с Алтайским заводом агрегатов также расположена зона с крайне неблагоприятной экологической обстановкой.
Территории с условно удовлетворительным экологическим состоянием занимают малую часть города (Индустриальный, Железнодорожный и Центральный районы), имеют окраинное расположение и не образуют стабилизирующего фона для улучшения экологической обстановки. Значения превышения ПДК выбросов кадмия здесь равны 2-5.
Загрязнение поверхностных вод происходит вследствие сброса неочищенных сточных вод в Обь и Барнаулку предприятиями города. Наиболее крупными источниками сбросов являются промышленные предприятия (Барнаульский шинный завод — среднегодовой сброс до 3 млн м³; «Алтайдизель» — до 500 тыс. м³; «Барнаултрансмаш» — до 270 тыс. м³; Алтайский завод агрегатов — до 400 тыс. м³), городские очистные сооружения (до 100 млн м³) и 3 ТЭЦ (до 11 млн м³). Поступление загрязняющих веществ в реки Пивоварку, Власиху и Сухой Лог представлено ливневыми стоками с АЗС, свалок, а также автомобильных дорог, стоянок и гаражей.

## Население
| 1835     | 1840     | 1856     | 1860     | 1897     | 1911     | 1916     | 1917     | 1920     | 1923     | 1926     | 1931     |
| -------- | -------- | -------- | -------- | -------- | -------- | -------- | -------- | -------- | -------- | -------- | -------- |
| 9100     | ↗9927    | ↗10 900  | ↗11 600  | ↗21 073  | ↗52 000  | ↗71 200  | ↘56 100  | ↗65 939  | ↗69 900  | ↗73 206  | ↗83 642  |
| 1933     | 1937     | 1939     | 1945     | 1956     | 1959     | 1962     | 1967     | 1970     | 1973     | 1975     | 1976     |
| ↗109 200 | ↗118 237 | ↗148 162 | ↗210 500 | ↗255 000 | ↗305 046 | ↗347 000 | ↗407 000 | ↗439 134 | ↗471 000 | ↗509 000 | →509 000 |
| 1979     | 1982     | 1985     | 1986     | 1987     | 1989     | 1990     | 1991     | 1992     | 1993     | 1994     | 1995     |
| ↗533 263 | ↗555 000 | ↗578 000 | ↗579 000 | ↗596 000 | ↗601 811 | ↘600 000 | ↗607 000 | ↘606 000 | ↘601 000 | ↘596 000 | ↘593 000 |
| 1996     | 1997     | 1998     | 1999     | 2000     | 2001     | 2002     | 2004     | 2005     | 2006     | 2007     | 2008     |
| ↘590 000 | ↗591 000 | ↘586 000 | ↗586 200 | ↘580 100 | ↘573 300 | ↗600 749 | ↗635 800 | ↘631 200 | ↘604 200 | ↘600 100 | ↘597 200 |
| 2009     | 2010     | 2011     | 2012     | 2013     | 2014     | 2015     | 2016     | 2017     | 2018     | 2019     | 2020     |
| ↘596 763 | ↗612 401 | ↘612 100 | ↗621 669 | ↗629 681 | ↗632 784 | ↗635 530 | ↗635 585 | ↘633 301 | ↘632 372 | ↗632 723 | ↘632 391 |
| 2021     | 2023     | 2024     | 2025     |          |          |          |          |          |          |          |          |
| ↘630 877 | ↘623 057 | ↘620 419 | ↗621 598 |          |          |          |          |          |          |          |          |

На 1 января 2025 года по численности населения город находился на 21-м месте из 1124 городов Российской Федерации.
Население на первое января 2025 года составляло 29.61 % населения Алтайского края. Плотность населения: 1 955 чел/км². Численность женского населения (55 %) превышает численность мужского (45 %). В половозрастной структуре превышение мужского населения наблюдается в возрасте до 9 лет. Доля населения трудоспособного возраста составляет 67 %, из которых 13 % занято в промышленном секторе. Официально зарегистрированный уровень безработицы: 0,7 %.
В 2009 году впервые за много лет отмечен естественный рост населения в городе. Число родившихся превысило число умерших на 839 человек. В предыдущие годы заметного снижения численности населения не происходило по причине миграции из районов края, а также Казахстана и других республик Средней Азии.

### Национальный состав
По переписи 1989 года национальный состав: 89,5 % населения составляли русские, следующие по численности: российские немцы (4,8 %), украинцы (2,9 %); все остальные — 2,8 %. По переписи 2010 года национальный состав таков:
| Народ                  | Численность чел. (%) |
| ---------------------- | -------------------- |
| русские                | 629 271 (95,79 %)    |
| российские немцы       | 6 172 (0,94 %)       |
| украинцы               | 5 301 (0,81 %)       |
| армяне                 | 2 690 (0,41 %)       |
| татары                 | 1 547 (0,23 %)       |
| азербайджанцы          | 1 488 (0,22 %)       |
| белорусы               | 1 253 (0,19 %)       |
| прочие                 | 9 261 (1,41 %)       |
| Указана национальность | 656 938 (100,0 %)    |
| Всего                  | 670 332              |

## Административное деление
В состав города входят пять внутригородских районов: Железнодорожный, Индустриальный, Ленинский, Октябрьский, Центральный, не имеющих статуса муниципальных образований. К районам относятся 5 сельских (поселковых) администраций, которым подчинены 24 сельских населённых пункта и 1 посёлок городского типа, вместе с которыми город образует муниципальное образование город Барнаул со статусом городского округа.
Городская топонимия — исторически сложившиеся названия районов города и бывших населённых пунктов в составе города: Авиатор, АЗА, Восточный, ВРЗ, Докучаево, Западный, Затон, Ильича, Булыгино, Куета, Новосиликатный, Осипенко, Поток, Солнечная Поляна, Спутник, Урожайный (Сулима), Черёмушки (Ближние и Дальние).

## Органы власти
Так как Барнаул является административным центром Алтайского края, то здесь располагаются региональные органы власти: законодательное собрание, правительство края, краевой арбитражный суд.
Городская дума
Представительный орган городского самоуправления — городская дума. Состоит из 40 депутатов, избираемых населением города на муниципальных выборах сроком на 5 лет по одномандатным избирательным округам и по партийным спискам.
Председателя думы и главу города избирают депутаты. С последним заключается контракт сроком на 5 лет.
Председатель городской думы
- Галина Буевич (с 6 октября 2017 года).

Глава Барнаула
- Вячеслав Франк (с 14 февраля 2020 года).

## Символы города
Первый герб Барнаула был утверждён в 1846 году. Современная версия представляет собой геральдический щит, где в лазоревом поле среди серебряных горных пород стоит на зелёной земле серебряная дымящая плавильная печь с двумя червлёными горнами с золотыми огнями внутри. Щит увенчан золотой башенной короной с пятью зубцами, имеющей на обруче золотой лавровый венок, и окружён лентой ордена Октябрьской революции. Щитодержатели — серебряные кони, у обоих копыта золотые.
На флаге Барнаула голубой цвет символизирует реку Обь, на берегу которой находится город. В центре флага расположен герб города.

## Экономика

### Промышленность
Большинство крупных промышленных предприятий находятся в северной, западной и южной частях города.
Индекс промышленного производства в 2010—2020-х годах варьировался в диапазоне от 105,5 до 107,6 %. Наибольший рост объёмов показывают предприятия по производству транспортных средств, оборудования и металлообработки; химической отрасли; перерабатывающей отрасли; одежды; бумаги и бумажных изделий.
Объём отгруженных товаров собственного производства, выполненных услуг и работ по крупным и средним организациям в Барнаула в 2022 году составил 157,4 млрд рублей, в том числе 129 млрд рублей, приходящийся на обрабатывающие производства.

### Торговля и сфера услуг
В сфере услуг и торговли занято более 100 тысяч человек. Оборот розничной торговли в 2016 году составил 64 млрд рублей.
Основные площади объектов торговли: торгово-развлекательные центры Galaxy, «Алтай», «Весна», «Европа», «Огни», «Сити-центр», «Пионер», «Арена», «Волна», «Праздничный» и т. д., гипермаркеты Metro Cash & Carry, «Ашан», «Лента», а также DIY-гипермаркеты (строительные): «Арсидом», «Знак», «Формула М2», «Леруа Мерлен» и другие.
Продовольственные супермаркеты торговых сетей «Мария-Ра», «Аникс», «Ярче», «Бахетле», «Магнит», «Пятёрочка». Работают сетевые супермаркеты электроники DNS, «М.Видео», «Эльдорадо», RBT.
Действуют продовольственные рынки:
- рынок ВДНХ
- «Китайский рынок»,
- «Крытый рынок»,
- «Новый рынок»,
- «Старый базар»,
- рынок «Янтарный»,
- и другие.

Ежегодно проходят социальные продуктовые ярмарки. В Барнауле представлены сети «Вкусно — и точка», Burger King, KFC. Работают другие кофейни, рестораны и столовые современного типа.
В Барнауле находятся представительства большинства крупных федеральных банков. В городе действует крупнейший за Уралом колл-центр банка «ВТБ 24», «Альфа-Банка».

### Транспорт
Барнаул — крупный транспортный узел, находится на подъезде от федеральной автомагистрали Р256 «Чуйский тракт». Здесь начинается федеральная трасса А322 Барнаул — Рубцовск — граница с Республикой Казахстан, которая входит в азиатский маршрут AH64 и связывает Барнаул с Павлодаром, Семипалатинском, Астаной, Кокшетау и Петропавловском. Через город проходят Средсиб, Южсиб и Турксиб, относящиеся к Западно-Сибирской железной дороге. Расположенная в городе одноимённая железнодорожная станция является главной в Алтайском регионе Западно-Сибирской железной дороги.
Международный аэропорт имени Г. С. Титова находится в 17 км к западу от города. На Оби существует грузовой речной порт. Пассажирооборот барнаульского автовокзала составляет в среднем 4500 человек в сутки. Город связан автобусными сообщениями со всеми 60-ю районами Алтайского края, а также с соседними регионами: Республикой Алтай, Новосибирской, Кемеровской, Томской областями. Регулярные автобусные рейсы выполняются в города Казахстана: Кокшетау, Павлодар, Семипалатинск, Усть-Каменогорск и Алма-Ату. С июля 2011 года открыт новый маршрут в Красноярск.
Городской транспорт представлен автобусами и маршрутными такси (см. Барнаульский автобус), трамваями (8 маршрутов, см. Барнаульский трамвай) и троллейбусами (3 маршрута, см. Барнаульский троллейбус). Первый трамвай пущен в 1948 году, первый троллейбус — в 1973 году. С 2000 года до весны 2011 год на улицах города можно было встретить двухэтажные автобусы марки MAN. Кроме двухэтажных автобусов в Барнауле были распространены автобусы «гармошки», но со временем они исчезли с улиц города.
Основные автомобильные магистрали города:
- Павловский тракт (на Камень-на-Оби, Новосибирск),
- Змеиногорский тракт (на Рубцовск и Казахстан),
- Правобережный тракт (на Новосибирск и Бийск),
- Шоссе «Ленточный Бор» (объездная дорога),

а также внутригородские (просп. Ленина, Красноармейский просп., ул. Попова, ул. Кутузова, ул. Малахова, ул. Северо-Западная и др.).
Некоторые гости Барнаула ошибочно ожидают увидеть в городе метрополитен из-за наличия сайта барнаульского метро и активных аккаунтов в социальных сетях. Но этот проект является вымышленным, метро в Барнауле отсутствует.

### Связь
Основной оператор стационарной связи — Алтайский филиал ПАО «Ростелеком», располагающий 47 АТС. Количество цифровых АТС достигло 76 %. Ёмкость телефонной сети составляет более 230 тыс. номеров, при этом уровень телефонизации барнаульцев составляет более 85 %.
В городе существует большое количество точек доступа Wi-Fi, в основном это рестораны, кофейни, гостиницы. В большинстве заведений доступ к Wi-Fi можно получить бесплатно.
Действует несколько альтернативных операторов стационарной связи: компании «Дианэт», «МТС», «Интерсвязь», «Простор Телеком», «Сибирские Сети», «ТТК Западная Сибирь», «Энфорта», «ЭР-Телеком», «Квантум Простор-Телеком», «ДиалогСибирь-Барнаул».
Услуги сотовой связи в городе предоставляют пять федеральных операторов: «Билайн», «МТС», «МегаФон», Tele2, Yota.

## Здравоохранение
Система здравоохранения Барнаула состоит из 230 лечебно-профилактических учреждений. Действуют 15 краевых специализированных центров и межрайонных отделений, 30 городских больниц, в том числе 3 детских и 2 детских инфекционных, госпиталь, 21 санаторий, 4 родильных дома, 53 поликлиники, из них 7 детских и 2 стоматологических, 9 муниципальных аптек. Коечный фонд муниципальных больниц составляет 5000 единиц. Работают травмпункты, женские консультации, станции переливания крови, психиатрические диспансеры.
Кроме того, функционируют ведомственные лечебные учреждения при ГУ МВД, УФСИН и Алтайском регионе Западно-Сибирской железной дороги. Частные медицинские услуги представлены стоматологическими клиниками, аптеками, клиниками пластической хирургии и многопрофильными медицинскими центрами.
В 1993 году был открыт Алтайский диагностический центр, в 1994 году образован Алтайский онкологический центр, в 2003 году в Нагорной части города начала работать новая краевая клиническая больница, в 2009 году рядом с ней открылась новая краевая поликлиника. В лечебных учреждениях работают более 13 тыс. человек, из которых 2800 — врачи. Высокими правительственными наградами отмечен 131 человек, из которых 24 имеют звание «Заслуженный врач РФ».

## Образование
Высшее образование в Барнауле дают несколько государственных вузов, а также филиалы и представительства вузов из других городов страны. Два крупнейших университета города: Алтайский государственный университет (АлтГУ) и Алтайский государственный технический университет (АлтГТУ) входят в сотню лучших вузов страны. В 2006 году по итогам конкурса «Европейское качество в образовании» лучшей вузовской кафедрой страны признана кафедра археологии, этнографии и источниковедения АлтГУ.
Другие государственные вузы города:
- Алтайский государственный аграрный университет,
- Алтайский государственный медицинский университет,
- Алтайский государственный педагогический университет,
- Алтайский государственный институт культуры,
- Барнаульский юридический институт МВД России.

Кроме того, действуют филиалы и представительства вузов из других городов:
- Филиалы: Финансового университета при Правительстве Российской Федерации, Ленинградского государственного областного университета, Московского государственного университета культуры и искусств, Алтайский филиал Российской академии народного хозяйства и государственной службы при Президенте Российской Федерации.
- Представительства: Санкт-Петербургский университет технологий управления и экономики.

В Барнауле специалистов со средним специальным образованием готовят 7 техникумов, 7 колледжей, 2 педучилища, музыкальное училище, медицинское училище, школа-учебный центр УВД. В систему просвещения города входят 83 общеобразовательные школы. Имеется 8 музыкальных и художественных школ и школа искусств (открыта 1 октября 1966 года).
Дошкольное образование Барнаула представлено более 150 частными, ведомственными и муниципальными детскими садами. Их посещают в общей сложности более 21 тыс. детей в возрасте от 1,5 до 6 лет.

## Наука
В Барнауле находится 11 проектных и проектно-изыскательных институтов и их филиалов и 13 научно-исследовательских институтов. Среди барнаульских НИИ, являющихся лидерами в своих областях, НИИ садоводства Сибири им. М. А. Лисавенко со своим дендрарием в Нагорной части города, Институт водных и экологических проблем СО РАН, Алтайский научно-исследовательский институт технологии машиностроения, Алтайский НИИ сельского хозяйства, Алтайский НИИ водных биоресурсов и аквакультуры, Сибирский научно-исследовательский институт сыроделия. В вузах и научно-исследовательских организациях научными исследованиями занимаются около 3700 человек, в том числе более 250 докторов наук и почти 1500 кандидатов наук. Алтайский государственный технический университет на своей базе открыл Алтайский технополис, который объединяет предприятия наукоёмкого производства. Алтайский государственный университет организовал НИИ науковедения и глобалистики.
Барнаульский планетарий — один из старейших в России, открыт в 1950 году. В 1964 году в зале планетария установлен аппарат Малый Цейсс немецкой фирмы Carl Zeiss Jena.

## Культура

### Музеи и галереи
С 1823 года существует Алтайский государственный краеведческий музей, старейший в Сибири, с богатыми запасниками и экспозициями. В 2012 году рядом с музеем в здании, являющемся памятником архитектуры федерального значения, после реставрации открылся музей «Горная аптека». Известны такие музеи, как Государственный музей истории литературы, искусства и культуры Алтая, Государственный художественный музей Алтайского края. Много лет работает выставочный зал Союза художников Алтайского края. В 1990—2000 годах появились музей истории православия на Алтае, галерея «Кармин», музей автоугона имени Руслана Дульцева-Деточкина, галерея Universum, музей «Мир времени». Алтайская краевая универсальная научная библиотека имени В. Я. Шишкова — крупнейший на Алтае просветительский центр.
Среди экспозиций городских музеев есть залы, посвящённые В. М. Шукшину, рудному делу на Алтае, животному миру Сибири и др. В 2007 году открылся муниципальный музей «Город», а 24 января 2008 года — музей истории развития образования. В городе также работают галереи современного искусства «Бандероль» и «Республика ИЗО».

### Театры и филармонии
В городе действует несколько театров. Крупнейшие из них, Алтайский краевой государственный театр музыкальной комедии, Алтайский краевой театр драмы им В. М. Шукшина, Государственный молодёжный театр Алтая. Самое большое количество показов (более 500) остаётся за постановкой Театра музыкальной комедии «Голубая дама» по пьесе Марка Юдалевича. Для детей в Барнауле работает Алтайский государственный театр кукол «Сказка».
С 22 апреля 1944 года действует Государственная филармония Алтайского края, образованная на базе концертно-эстрадного бюро (1939). Здесь установлен единственный в крае орган.
Одним из самых известных коллективов, выходцев из Барнаула, является ранее команда КВН «Дети лейтенанта Шмидта», а сейчас театр эстрады «Дети лейтенанта Шмидта», действующий в городе.

### Кинотеатры
Город располагает современной сетью кинозалов, работающих в стенах кинотеатров советского времени после реконструкции: киноконцертный развлекательный комплекс «Мир», мультиплексы «Европа-Киномир» в ТРЦ «Европа» и «Огни — Киномир» в ТРЦ «Огни». В 2015 году открылся восьмизальный кинотеатр в ТРЦ «Арена». В «Арена-Киномир» работает единственный в крае зал IMAX, а также зал с креслами D-Box. Продолжают работать кинотеатр «Премьера» и кинозал ДК посёлка Южного. В парке «Эдельвейс» работает многозальный 3D кинотеатр «Матрица».
До 1990-х годов в Барнауле существовала обширная сеть кинозалов. В 2006 году был разобран кинотеатр «Первомайский». Кинотеатры «Родина», «Чайка», «Заря», «Пионер», «Юность», «Россия», «Луч», «Алтай», «Искра», «Спутник» прекратили работу, их помещения занимают другие организации, либо здания разрушены.

### Архитектура и достопримечательности
Считается, что город строился по образу и подобию Санкт-Петербурга в части геометрии улиц, что во многом и определило облик центральной части Барнаула как регулярного города. Формировавшие облик Барнаула архитекторы А. И. Молчанов и Я. Н. Попов были учениками и последователями Д. Кваренги и К. Росси. В Барнауле более 20 памятников архитектуры и истории XVIII и первой половины XIX века, выдержанных в традициях классицизма: уникальный комплекс сереброплавильного завода, Демидовская площадь — образец общественно-административных площадей, ансамбль Петропавловской линии (ныне — улица Ползунова). Эклектика присутствует в зданиях городской думы, Торгового дома Полякова (универмаг «Красный»), гимназии Будкевич (на Красноармейском проспекте), усадьбы инженера А. Лесневского (ул. Ползунова, 56).
Многие деревянные постройки, украшенные выразительной домовой резьбой, были уничтожены крупным пожаром 2 мая 1917. Пострадали и кирпичные здания. В 1930-е годы были разрушены или перестроены большинство храмов и соборов Барнаула, поэтому первоначальный облик исторической части города не сохранился. Один из крупнейших сохранившихся храмов Барнаула — Покровский собор.
1930-е годы отмечены строительством общественных и жилых зданий в стиле конструктивизма. Примерами могут служить жилой массив БМК, госпиталь, швейная фабрика на улице Воровского и прилегающие постройки. Интересен также ансамбль застройки 1930—1950-х годов на проспекте Ленина, главной улице города. Он является одним из любимых мест прогулок горожан, его бульварная часть тянется от улицы Льва Толстого до площади Октября. Популярны места для встреч у фонтана «Космос» и нулевого километра (стела с колыванской вазой).
- Демидовская площадь
- Дом под шпилем
- Магазин «Красный»

В Нагорном парке (бывшая ВДНХ) находятся восстановленные могилы известных жителей и исторических деятелей Алтая и Барнаула. Там же установлены 7-метровые белые буквы «Барнаул», встречающие, въезжающих в город через Новый мост. В 2010 году появился зоопарк, который начинал своё существование как зоосад в городском парке «Лесная сказка».
Среди памятников и монументов можно выделить монумент Славы на площади Победы, памятники А. С. Пушкину на одноимённой улице, у здания педуниверситета В. С. Высоцкому, на улице Юрина В. М. Шукшину, у здания Алтайского государственного технического университета И. И. Ползунову. Памятник Ползунову стоит также на площади Свободы. В 2010 году в городе открыто сразу два памятника: рок-музыканту Виктору Цою и жертвам политических репрессий. В 2012 году на площади Октября вместо монумента В. И. Ленину установлен памятник крестьянам-переселенцам на Алтай. Из-за драпировки, присутствующей в композиции памятника Ленину близ перекрёстка просп. Ленина и ул. Анатолия, в путеводителе по России британское издательство Lonely Planet называло данный памятник «Ленин-тореадор» (англ. Lenin the Toreador). В 2022 году в Нагорном парке установлен памятник в честь присвоения городу звания «Город трудовой доблести».
Природные памятники Барнаула: реликтовый ленточный бор, тянущийся на юго-запад от города, высокий левый берег Оби и правобережная пойма.

## Средства массовой информации

### Местное телевидение
3 июня 2019 года в Алтайском крае прекращена трансляция федеральных телеканалов в аналоговом формате. Регион полностью перешёл на цифровое телевещание общероссийских обязательных общедоступных телеканалов.
| ТВК | Частота    | Название     |
| --- | ---------- | ------------ |
| 23  | 490,25 МГц | Ю            |
| 26  | 511,25 МГц | Суббота!     |
| 27  | 577 МГц    | РТРС-1 (1мп) |
| 58  | 770 МГц    | РТРС-2 (2мп) |

### Цифровое эфирное телевидение
Все 20 каналов для мультиплекса РТРС-1 и РТРС-2; Пакет радиоканал, включает: «Вести FМ», «Радио Маяк», «Радио России / Алтайская ГТРК».
- Пакет телеканалов РТРС-1 (телевизионный канал 27, частота 577 МГц), включает: «Первый Канал», «Россия 1 / Алтайская ГТРК», «Матч-ТВ», «НТВ», «Пятый Канал», «Россия К», «Россия 24 / Алтайская ГТРК», «Карусель», «ОТР» / Катунь 24, «ТВЦ».
- Пакет телеканалов РТРС-2 (телевизионный канал 58, частота 770 МГц), включает: «РЕН ТВ», «СПАС», «СТС», «Домашний», «ТВ3», «Пятница!», «Звезда», «Мир», «ТНТ», «МУЗ-ТВ».

Цифровое эфирное телерадиовещание в формате DVB-T2 в Алтайском крае ведётся филиалом РТРС «Алтайский КРТПЦ».
Кабельное телевидение
В 2009 году в Барнауле начал свою работу региональный информационный телеканал «Катунь 24», созданный при поддержке администрации Алтайского края и вещающий через ретрансляторы в городах и районных центрах края.
В 2019 году в Барнауле начал свою работу частный городской телеканал «Толк ТВ», созданный журналистами «Сибирской медиа группы». Телеканал круглосуточно вещает в сетях ООО «Инвис», ООО «Дианет» (55-я кнопка).
В Бийске, Рубцовске и Славгороде в эфир выходит информационно-новостной получасовой проект «День с Толком». 20 минут из них занимает блок, подготовленный в Барнауле, 10 минут — местные вставки Славгорода, Бийска и Рубцовска.
В городе работают операторы кабельного ТВ:
- «МТС-Стрим»,
- «Билайн ТВ»,
- «Инвис»,
- «Дом.ру»,
- «Иллюзион»,
- «ТТК — Западная Сибирь»,
- «Дианэт».

### Печатные издания
В Барнауле работают 6 издательств. Регулярно выходят местные газеты и журналы: «Свободный курс», «Купи-продай», «Вечерний Барнаул», «Маркер экспресс», «Телепарк», «Автограф», «Политсиб.ру», «Автобарахолка», «Алтайская нива», «Профсоюзы Алтая», детско-юношеская газета «Сами» и одна из старейших в стране «Алтайская правда», печатающаяся с 1919 года.
Выпускаются федеральные газеты с региональными вкладками: «Комсомольская правда», «Московский комсомолец», «Аргументы и факты», «Российская газета».
В городе печатаются 4 литературных альманаха: «Алтай», «Август», «Альманах Алтая» и «Алтайский вестник», имеющий международный статус.
В рейтинге СМИ 75 крупнейших городов России Барнаул занял 15-е место по совокупному еженедельному тиражу общественно-политических печатных СМИ (655 570 экз.) и 20-е место по доступности негосударственных СМИ.

### Радиовещание
- 69,8 МГц «Heart FM»
- 87,5 МГц «Радио ENERGY»
- 87,9 МГц «Радио Гордость»
- 88,3 МГц «Дорожное радио»
- 88,7 МГц «Милицейская волна» + местное вещание «Катунь FM»
- 89,7 МГц «Радио Monte-Carlo
- 89,2 МГц «Юмор FM»
- 90,2 МГц «Радио Мир»
- 90,7 МГц «Business FM»
- 91,1 МГц «Новое радио»
- 91,5 МГц «Love Radio»
- 92,9 МГц «Радио Искатель»[130]
- 100,6 МГц «Детское радио»
- 101,0 МГц «Радио Маяк» + местное вещание ГТРК «Алтай»
- 101,5 МГц «Вести FM» + местное вещание ГТРК «Алтай»
- 101,9 МГц «Радио Шансон»
- 102,4 МГц DFM
- 102,9 МГц Comedy Radio
- 103,4 МГц «Радио России» + местное вещание ГТРК «Алтай»
- 103,9 МГц «Авторадио»
- 104,4 МГц «Ретро FM»
- 104,9 МГц «Европа Плюс»
- 105,4 МГц «Русское радио»
- 105,9 МГц Heart FM
- 106,4 МГц «Наше радио»
- 106,8 МГц «Радио Комсомольская правда»
- 107,4 МГц «Радио Дача»
- 107,9 МГц «Радио Звезда»

## Спорт
В Барнауле имеется дворец зрелищ и спорта, спортивный комплекс «Обь», стадионы, спортзалы, плавательные бассейны, гребной канал, ипподром, лыжные базы, тиры. В городе базируются профессиональные спортивные клубы: хоккейный клуб «Динамо-Алтай (хоккейный клуб)» (ВХЛ), футбольный клуб «Динамо» (Вторая лига, дивизион «Б»), волейбольный клуб «Университет» (Высшая лига «А»), клуб по хоккею на траве среди женщин «Коммунальщик», баскетбольный клуб «Барнаул» (Суперлига) и др. Ранее в высшей лиге выступал ныне расформированный хоккейный клуб «Мотор».
Капитан сборной России по футболу в 2004—2005 годах Алексей Смертин родился и начинал занятия футболом в Барнауле. Здесь им основана спортивная детско-юношеская школа олимпийского резерва (СДЮШОР) по футболу. 7 сентября 2007 года Алексею Смертину присвоено звание «Почётный гражданин города Барнаула». Другие футболисты, родившиеся в Барнауле, которые достигли высоких результатов — Александр Ерохин и Александр Соболев.
На базе школы № 110 существует единственный в Алтайском крае парусный клуб «Одиссей», неоднократный призёр российских и региональных соревнований по парусному спорту.

## Религия
В городе действует несколько религиозных общин. Самая крупная — православная. Первый православный храм Барнаула, построенный в 1750 году, носил название Петра и Павла. К началу XX века в городе было более 40 храмов, часовен и монастырей, большинство из которых разрушено или перестроено в 1930-х годах. Богослужения в Покровском соборе возобновились в 1943 году. С 1990-х годов богослужения начались также в Никольской, Знаменской и Дмитриевской церквях. Были построены и новые храмы: Петра и Павла, Вознесения Христова, Андрея Первозванного, Иоанна Богослова, Михаило-Архангельская, Тихвинской иконы Божьей Матери и Александра Невского. В 2013 году на территории Нагорного парка началось восстановление храма Иоанна Предтечи, снесённого в советское время.
Большое влияние имеет мусульманская община, к которой принадлежат около 10 тысяч человек. Работает Соборная мечеть и библиотека с книгами на арабском и русском языках.
С 1990-х годов действует Еврейская община. Были созданы Алтайский центр еврейской культуры, воскресная еврейская школа, ульпан, еврейский молодёжный клуб и библиотека.
Также в городе издавна представлены различные старообрядческие объединения. Действует Покровская старообрядческая община, относящаяся к Русской Православной старообрядческой Церкви. Община насчитывает порядка 1000 человек. Она ведёт строительство нового храма Покрова Пресвятой Богородицы, архитектура которого выполнена во владимиро-суздальском стиле. Создана Воскресная старообрядческая школа «Азбука веры», действует летний лагерь «Чистые росы». Второй по численности является община Древлеправославной Поморской Церкви, имеющая храм-часовню. В ноябре 2006 года освящён храм Армянской апостольской церкви, что стало праздником для 15-тысячной армянской диаспоры города. В городе с 1960-х годов действуют католические и лютеранские общины (до Октябрьской революции действовали храмы этих религий). Их приходы насчитывают до 400 человек. Помимо этого, в Барнауле существуют приходы и объединения различных религиозных направлений — Пятидесятников, Евангельских христиан-баптистов, Адвентистов седьмого дня, Свидетелей Иеговы, Церкви Иисуса Христа Святых последних дней, общества Сознания Кришны и других.

## Города-побратимы
| Страна    | Город-побратим   | Год установления связи |
| --------- | ---------------- | ---------------------- |
| США       | Флагстафф        | —                      |
| Испания   | Сарагоса         | —                      |
| Казахстан | Усть-Каменогорск | 30 марта 2012          |
| Китай     | Байчэн           | 30 апреля 1992         |
| Китай     | Чанцзи           | декабрь 2006           |

## Персоналии

### Почётные граждане
На 7 октября 2023 года:
- Валерий Михайлович Брюханов
- Тамара Марковна Журавлева
- Александр Федорович Лазарев
- Анатолий Иванович Мельников
- Георгий Тихонович Обухов
- Алексей Геннадьевич Смертин